# SN 2007nh
SN 2007nh – supernowa typu Ia odkryta 8 października 2007 roku w galaktyce A025027-0033. W momencie odkrycia miała maksymalną jasność 21,80m.